# Домпјер сир Нијевр
Домпјер сир Нијевр (фр. Dompierre-sur-Nièvre) насеље је и општина у источном делу централне Француске у региону Бургоња, у департману Нијевр која припада префектури Кон Кур сир Лоар.
По подацима из 2011. године у општини је живело 188 становника, а густина насељености је износила 10,11 становника/km². Општина се простире на површини од 18,6 km². Налази се на средњој надморској висини од 250 метара (максималној 333 m, а минималној 222 m).

## Демографија
| 1962. | 1968. | 1975. | 1982. | 1990. | 1999. | 2011. |
| ----- | ----- | ----- | ----- | ----- | ----- | ----- |
| 213   | 231   | 212   | 195   | 173   | 152   | 188   |

График промене броја становника у току последњих година